# Llanos del Caudillo (kommun)
Llanos del Caudillo är en kommun i Spanien.   Den ligger i provinsen Provincia de Ciudad Real och regionen Kastilien-La Mancha, i den centrala delen av landet, 150 km söder om huvudstaden Madrid. Antalet invånare är 704. Arean är 20,5 kvadratkilometer. Llanos del Caudillo gränsar till Manzanares, Herencia och Alcázar de San Juan. 
Terrängen i Llanos del Caudillo är mycket platt.